# Gösta Ågren
Sven Gösta Ågren, född 3 augusti 1936 i Nykarleby landskommun, död 24 juni 2020, var en finlandssvensk poet, regissör, översättare och filosofie doktor i litteraturvetenskap vid Stockholms universitet. Han var bror till Erik Ågren, Leo Ågren och Inga Ågren.

## Biografi
Ågren var redaktör vid Folktidningen Ny Tid och anställd vid Helsingfors universitetsbibliotek. Han gick den tvååriga regilinjen vid Svenska Filminstitutets filmskola och åren runt 1970 studerade han humaniora vid Stockholms universitet, där han också disputerade med sin avhandling om Dan Andersson.
Ågren debuterade som ung poet i mitten av 1950-talet. Han blev allmänt känd för dikttrilogin Jär, baserad på egna personliga erfarenheter. Under sin tid i Sverige på 1960-talet gav han ut både dikter och prosa, teaterpjäser samt radio- och TV-föreställningar, och var politiskt aktiv.

## Filmografi (urval)
- 1968 – Ballad
- 1975 – Amirika

### Som författare
- 1955 – Kraft och tanke (dikter)
- 1956 – Jordlös bonde (roman)
- 1958 – Folkvargarna (lyrik)
- 1959 – Bergsväg (lyrik)
- 1960 – Emigrantresan (reseskildring)
- 1961 – Ett brev från Helsingfors (lyrik)
- 1963 – Säg farväl åt natten (dikter)
- 1964 – Levande livet (dramatik)
- 1965 – Kungörelser
- 1968 – Ågren (dikter)
- 1970 – Dan Anderssons väg
- 1970 – Cellens dagrar (lyrik)
- 1971 – Kärlek som i allting bor: Dan Anderssons liv och diktning 1916–1920 (doktorsavhandling vid Stockholms universitet)
- 1972 – Massmöte på jorden (lyrik)
- 1973 – Han kommer, han kommer (en berättelse)
- 1974 – Hurrarna: en stridsskrift om finlandssvenskarnas nutid (av Olof Granholm m fl; redigering av Gösta Ågren)
- 1974 – Natten har djup för oss alla (illustrationeroch omslagsbild av Per Olov Hjortell)
- 1975 – Hammarbandet: En bok om Österbottens allmogebåtar (text och foto: Gösta Ågren)
- 1976 – Var inte rädd
- 1977 – Vår historia: En krönika om det finlandssvenska folkets öden, en analys av vårt lands historia
- 1978 – Molnsommar
- 1979 – Paus: Valda dikter 1955–1980
- 1980 – Dikter i svartvitt
- 1982 – Det som alltid är
- 1983 – En man gick genom stormen: Leo Ågrens liv och diktning
- 1984 – Två berättare: Olof Granholm och Erik Ågren (av Carita Nyström, Anna-Lisa Sahlström, Gösta Ågren)
- 1985 – Den andre guden (lyrik)
- 1986 – Ett nej (essä)
- 1988 – Jär (första delen i dikt-trilogin med samma namn)
- 1988 – Människans ansikte: En bok om Per Olov Hjortell (av Olof Granholm, Anna-Lisa Sahlström, Gösta Ågren)
- 1990 – Städren (andra delen i Järtrilogen)
- 1992 – Hid (tredje delen i Järtrilogin)
- 1994 – Kväll över seklet (lyrik)
- 1996 – Timmermannen (lyrik)
- 1998 – Dranga (lyrik)
- 2000 – Bortom Nostradamus
- 2001 – Detta liv (essäsamling)
- 2003 – En arkadisk sång (lyrik)
- 2006 – Här i orkanens blinda öga (dikter)
- 2007 – von Bödelns nattvard
- 2009 – Bottniska nätter: dikter
- 2011 – I det stora hela (lyrik)
- 2013 – Centralsång (lyrik)
- 2015 – Dikter utan land (lyrik)
- 2016 – Samlade dikter 1955–2015  (lyrik)
- 2018 – Ritten mot nuet  (lyrik)
- 2020  – Dikter och slutsamtal (lyrik)

### Som redaktör och kommentator
- 1972 – Dan Andersson: Nattvandrare: okända dikter (funna och kommenterade av Gösta Ågren)
- 1973 – Dan Andersson: En spelmanssaga: okända berättelser (funna och kommenterade av Gösta Ågren)
- 1974 – Dan Andersson: Milrök: okända dikter och berättelser (funna och kommenterade av Gösta Ågren)
- 1978 – Dan Andersson: Samlade skrifter

## Priser och utmärkelser
- 1989 – Carl Emil Englund-priset för Jär
- 1988 – Finlandiapriset
- 1986 – Tollanderska priset
- 1995 – Dan Andersson-priset
- 1997 – Vasa län konstpriset
- 2001 – Choraeuspriset
- 2006 – Pro Finlandia-medaljen[10]
- 2011 – Svenska Akademiens Finlandspris
- 2019 – Bellmanpriset